# Olympische Sommerspiele 1920/Leichtathletik – 1500 m (Männer)

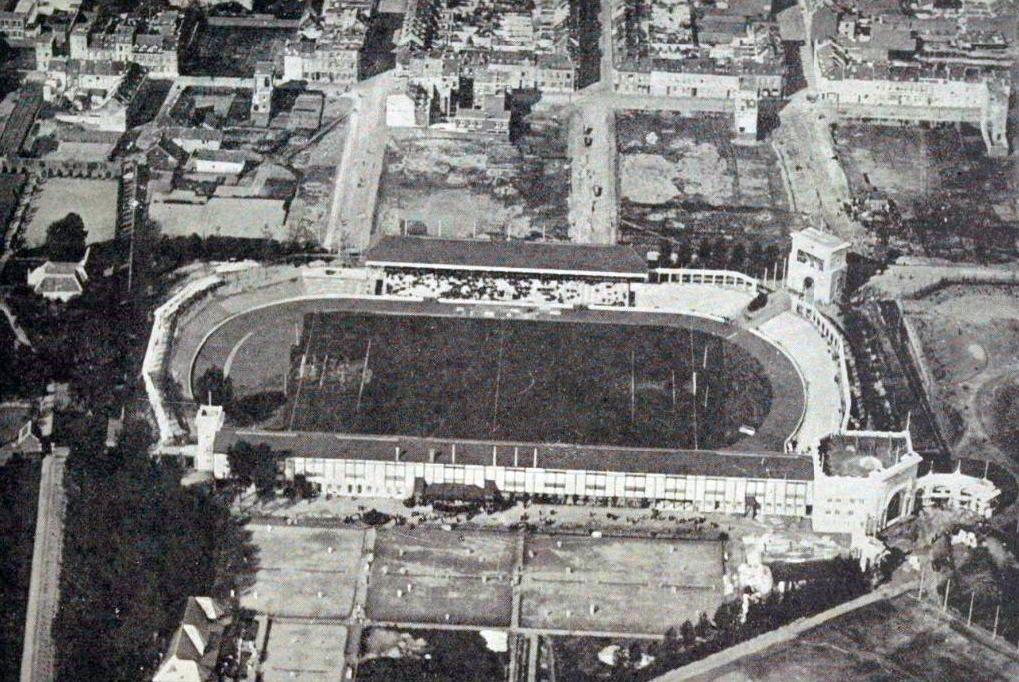
Das Antwerpener Olympiastadion

Der 1500-Meter-Lauf der Männer bei den Olympischen Spielen 1920 in Antwerpen wurde am 18. und 19. August 1920 im Antwerpener Olympiastadion ausgetragen. 29 Athleten nahmen daran teil.
Olympiasieger wurde der Brite Albert Hill vor seinem Landsmann Philip Noel-Baker. Bronze gewann der US-Amerikaner Lawrence Shields.
Es waren keine Athleten aus der Schweiz am Start. Deutschland und Österreich waren von der Teilnahme an den Olympischen Spielen 1920 ausgeschlossen.

## Bestehende Rekorde
| Weltrekord         | 3:54,7 min | John Zander ( Schweden)          | Stockholm, Schweden    | 5. August 1917 |
| Olympischer Rekord | 3:56,8 min | Arnold Jackson ( Großbritannien) | OS Stockholm, Schweden | 10. Juli 1912  |

Die bestehenden Rekorde blieben hier in Stockholm unangetastet. Die 4-Minuten-Marke wurde in keinem Rennen unterboten.

## Durchführung des Wettbewerbs
Am 19. August (15.15 Uhr Ortszeit) wurden insgesamt vier Vorläufe durchgeführt. Die jeweils ersten drei Läufer – hellblau unterlegt – qualifizierten sich für das Finale am 20. August (Start: 17.15 Uhr).

## Vorläufe
Datum: 19. August 1920, 15.15 Uhr Ortszeit
Die Zeitangaben sind nicht komplett überliefert.

### Vorlauf 1

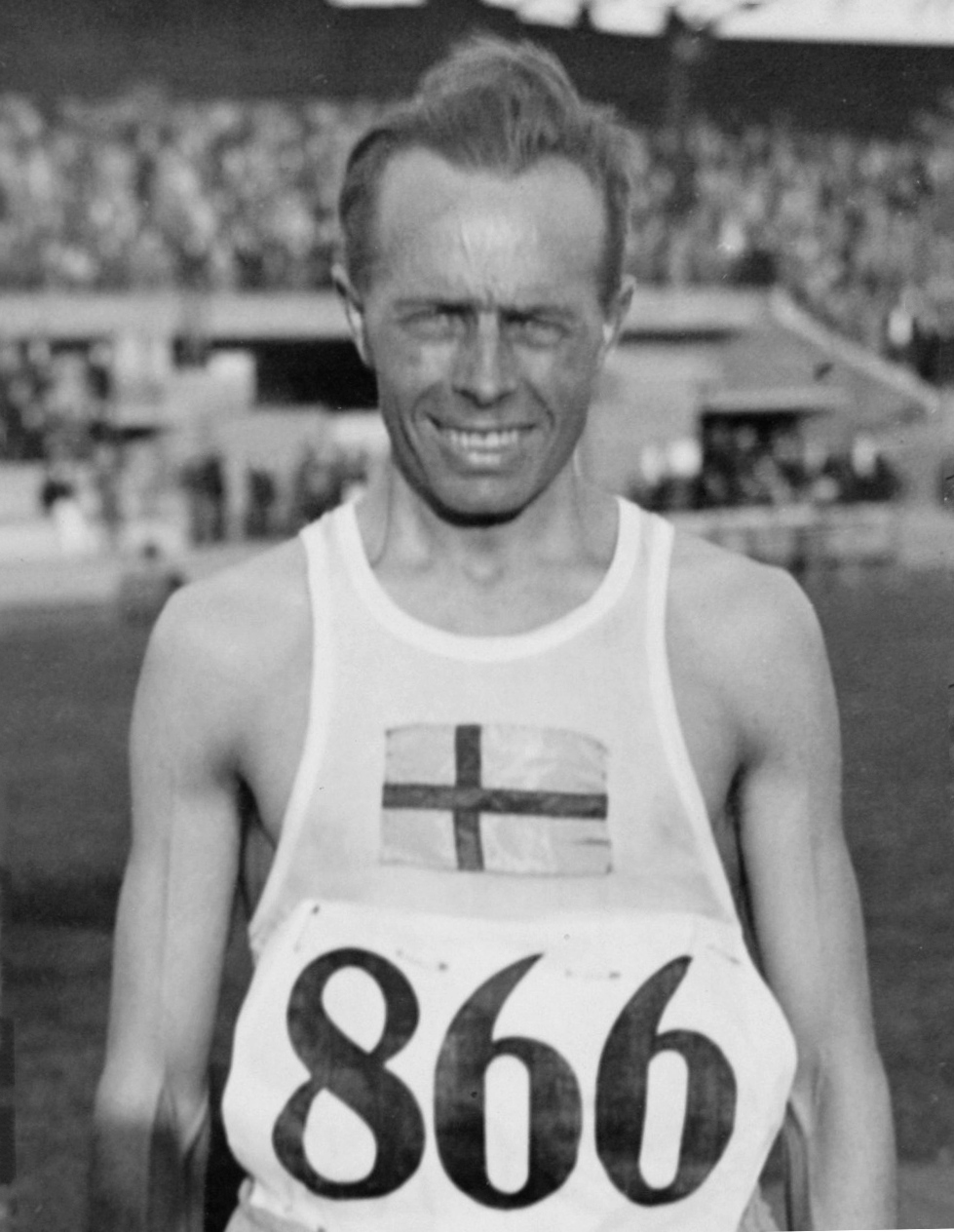
Als Vierter in seinem Vorlauf gescheitert: Edvin Wide

| Platz | Name              | Nation             | Zeit       | Anmerkung |
| ----- | ----------------- | ------------------ | ---------- | --------- |
| 1     | Václav Vohralík   | Tschechoslowakei   | 4:02,2 min |           |
| 2     | Albert Hill       | Großbritannien     | 4:03,2 min |           |
| 3     | André Audinet     | Frankreich         | 4:03,7 min |           |
| 4     | Edvin Wide        | Schweden           | 4:03,8 min |           |
| 5     | Edward Lawrence   | Kanada             | 4:03,9 min |           |
| 6     | Carlo Martinenghi | Königreich Italien | k. A.      |           |
| DNF   | Lucien Bangels    | Belgien            |            |           |
| DNF   | Edward Curtis     | USA                |            |           |

### Vorlauf 2

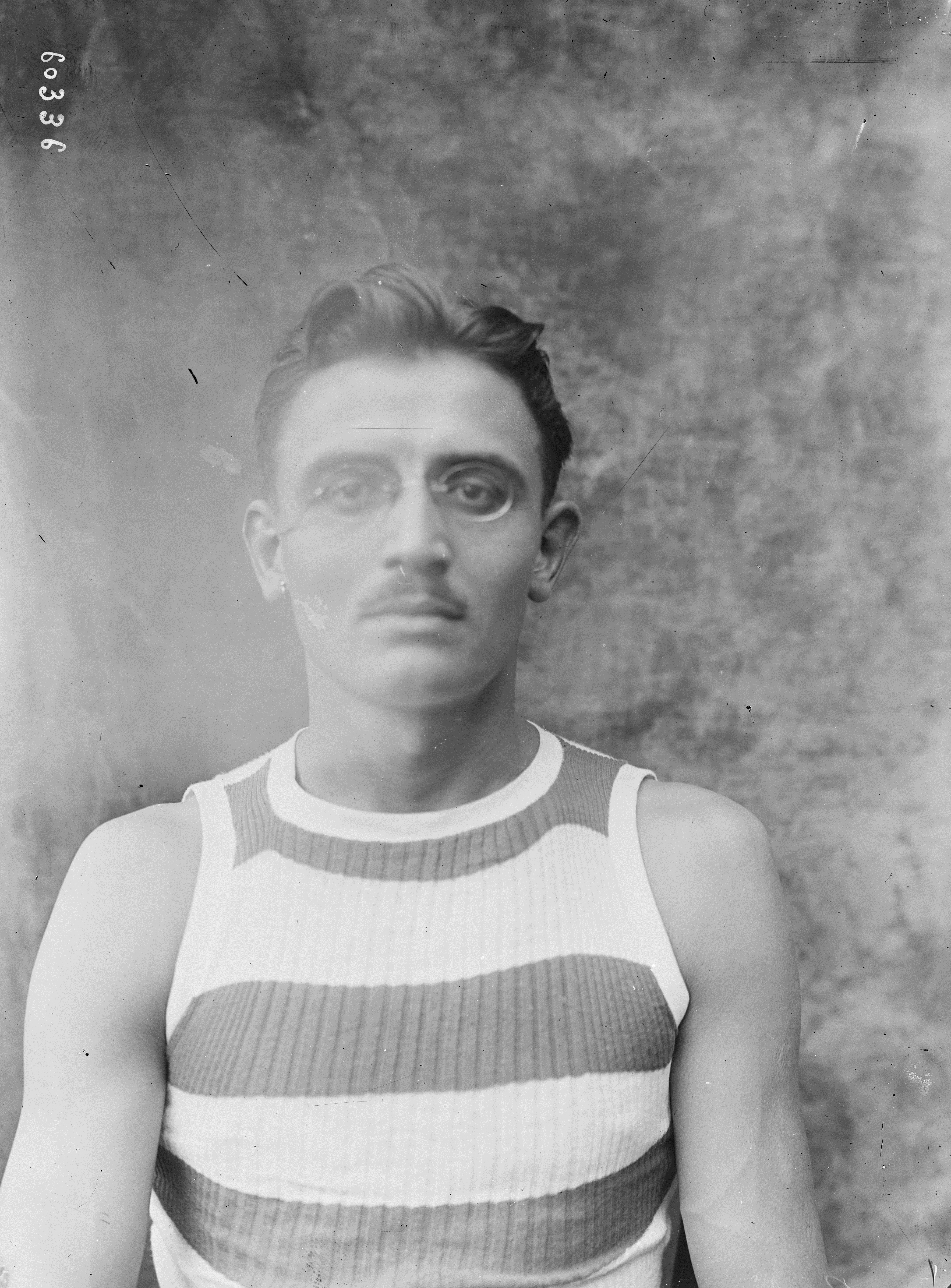
Armand Burtin – ausgeschieden als Vierter des zweiten Vorlaufs

| Platz | Name                 | Nation             | Zeit       | Anmerkung |
| ----- | -------------------- | ------------------ | ---------- | --------- |
| 1     | Sven Lundgren        | Schweden           | 4:07,0 min |           |
| 2     | Duncan McPhee        | Großbritannien     | 4:07,2 min |           |
| 3     | Lawrence Shields     | USA                | 4:07,4 min |           |
| 4     | Armand Burtin        | Frankreich         | 4:07,7 min |           |
| 5     | Elvind Rasmussen     | Norwegen           | 4:08,2 min |           |
| 6     | Tommy Town           | Kanada             | k. A.      |           |
| 7     | Giuseppe Bonini      | Königreich Italien | k. A.      |           |
| 8     | Théophile Roeckaerts | Belgien            | k. A.      |           |

### Vorlauf 3
| Platz | Name                | Nation             | Zeit       | Anmerkung |
| ----- | ------------------- | ------------------ | ---------- | --------- |
| 1     | John Zander         | Schweden           | 4:08,1 min |           |
| 2     | Arturo Porro        | Königreich Italien | 4:09,0 min |           |
| 3     | James Connolly      | USA                | 4:09,3 min |           |
| 4     | Maurice de Conninck | Frankreich         | 4:09,8 min |           |
| 5     | Léoncé Oleffe       | Belgien            | 4:11,5 min |           |

### Vorlauf 4
| Platz | Name               | Nation         | Zeit       | Anmerkung                          |
| ----- | ------------------ | -------------- | ---------- | ---------------------------------- |
| 1     | Joie Ray           | USA            | 4:13,4 min |                                    |
| 2     | Philip Noel-Baker  | Großbritannien | 4:14,3 min |                                    |
| 3     | Léon Fourneau      | Belgien        | 4:14,8 min |                                    |
| 4     | Fritz Kiölling     | Schweden       | 4:14,8 min |                                    |
| 5     | René Leray         | Frankreich     | 4:15,0 min | nachträglich zum Finale zugelassen |
| 6     | Saburo Hasumi      | Japan          | k. A.      |                                    |
| DNF   | Juan Muguerza      | Spanien        |            |                                    |
| DSQ   | Johannes Villemson | Estland        |            |                                    |

Zwischen dem Franzosen René Leray und dem Esten Johannes Villemson kam es zu einer Rangelei, bei der Leray laut Urteil des Schiedsgerichts behindert wurde. Villemson wurde disqualifiziert, Leray durfte am Finale teilnehmen.

## Finale
Datum: 20. August 1920, 17.15 Uhr Ortszeit
| Platz | Name              | Nation             | Zeit       | Anmerkung |
| ----- | ----------------- | ------------------ | ---------- | --------- |
| 1     | Albert Hill       | Großbritannien     | 4:01,8 min |           |
| 2     | Philip Noel-Baker | Großbritannien     | 4:02,4 min |           |
| 3     | Lawrence Shields  | USA                | 4:03,1 min |           |
| 4     | Václav Vohralík   | Tschechoslowakei   | 4:04,6 min |           |
| 5     | Sven Lundgren     | Schweden           | 4:06,3 min |           |
| 6     | André Audinet     | Frankreich         | 4:06,4 min |           |
| 7     | Arturo Porro      | Königreich Italien | 4:06,6 min |           |
| 8     | Joie Ray          | USA                | 4:10,0 min |           |
| 9     | Léon Fourneau     | Belgien            | 4:10,3 min |           |
| 10    | René Leray        | Frankreich         | 4:16,5 min |           |
| DNF   | Duncan McPhee     | Großbritannien     |            |           |
| DNF   | James Connolly    | USA                |            |           |
| DNF   | John Zander       | Schweden           |            |           |

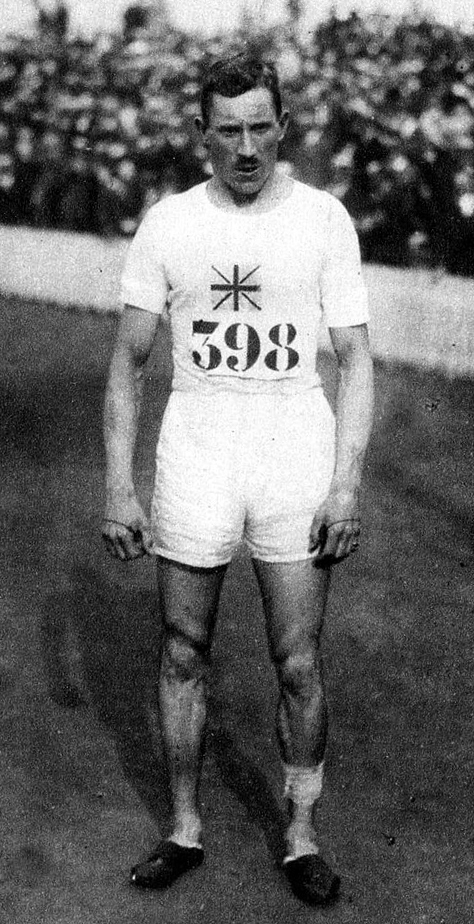
Albert Hill – nach seinem Sieg über 800 Meter zwei Tage zuvor nun zweifacher Goldmedaillengewinner

Der US-Amerikaner Joie Ray war aufgrund seiner Erfolge bei den amerikanischen Meisterschaften über eine Meile und der dort erzielten ausgezeichneten Zeiten Favorit für das Rennen über 1500 Meter. Doch wenige Tage vor dem Finale verletzte er sich und war chancenlos, obwohl er alles versuchte. Anfangs sorgten er und Václav Vohralík schon früh für ein gutes Tempo. Albert Hill – zwei Tage zuvor Olympiasieger über 800 Meter – und Philip Noel-Baker folgten und übernahmen zur letzten Runde die Führung. Ray wurde langsamer, Lawrence Shields kam immer stärker auf und setzte sich auf Platz drei. Die beiden Führenden konnte er jedoch nicht ganz erreichen. Hill setzte sich in der Endphase entscheidend ab und gewann die Goldmedaille. Noel-Baker verteidigte seinen zweiten Platz vor Shields. Vohralík erreichte Platz vier vor dem Schweden Sven Lundgren.
Nach seinem Sieg über die 800 Meter zwei Tage zuvor feierte Albert Hill seine zweite Goldmedaille.
Philip Noel-Baker ging später in die Politik, hatte mehrere Ministerposten inne und setzte sich zeitlebens für Abrüstung und Frieden ein. Im Jahre 1959 erhielt er dafür den Friedensnobelpreis.

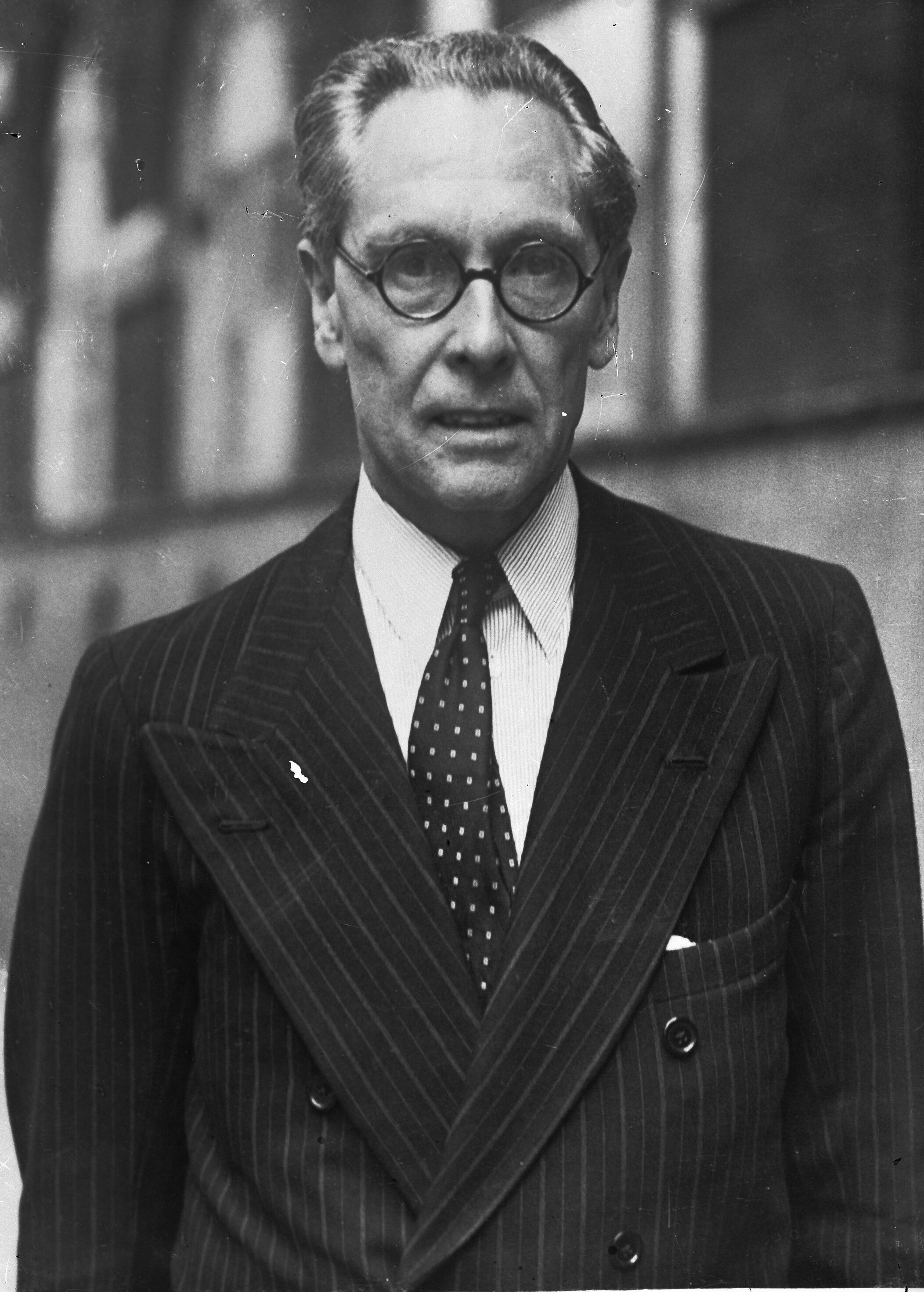
Silbermedaillengewinner Philip Noel-Baker – später britischer Parlamentarier und 1959 Träger des Friedensnobelpreises
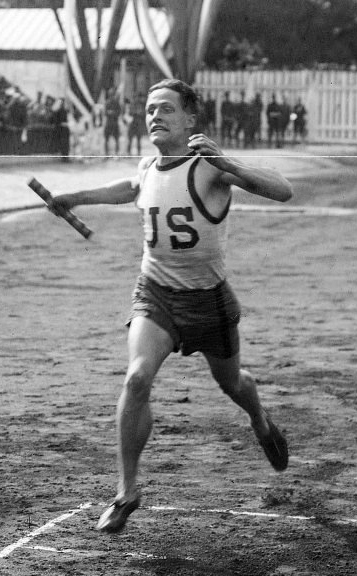
Der Olympiadritte Lawrence Shields

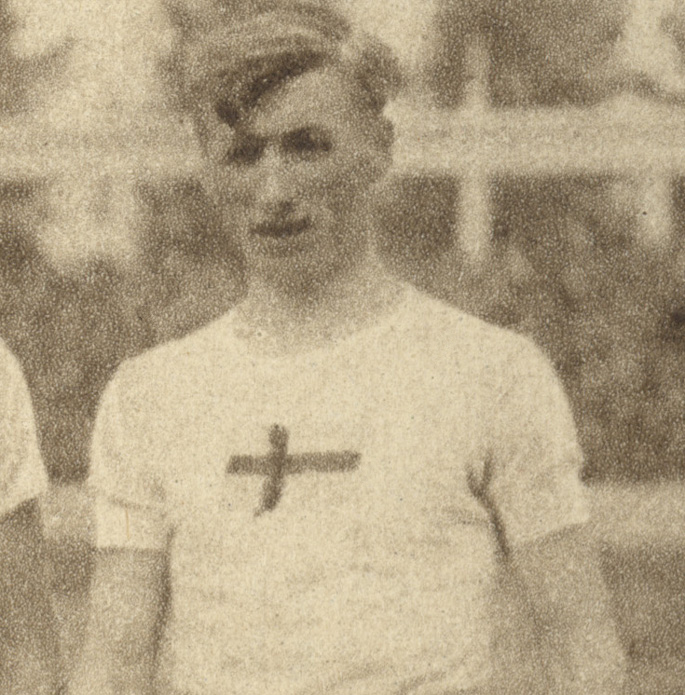
Sven Lundgren erreichte Platz fünf
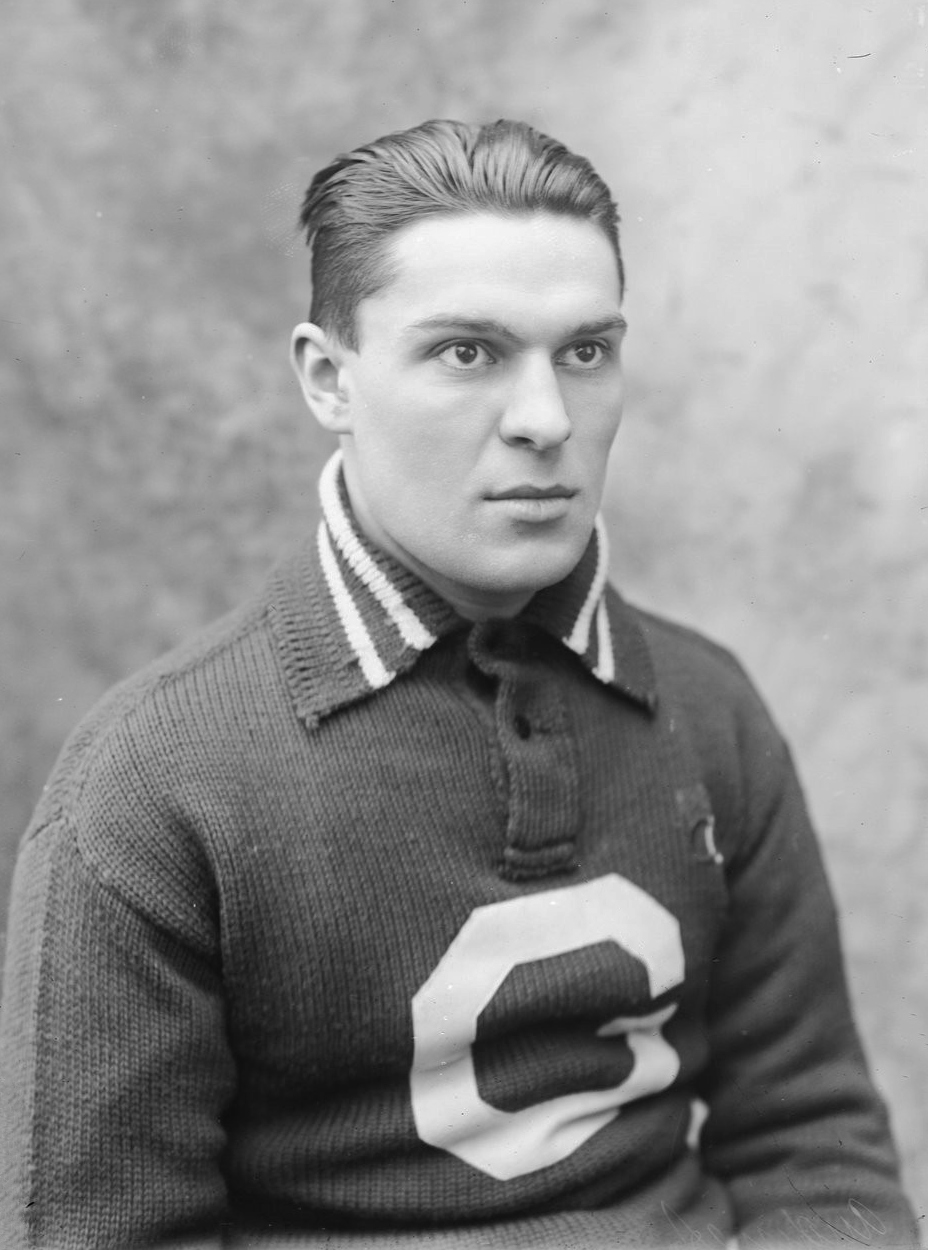
André Audinet kam auf den sechsten Platz
Weltrekordinhaber John Zander gab das Rennen vorzeitig auf

## Video
- Albert Hill's Double Olympic Gold - Athletics - Antwerp 1920 Olympic Games, youtube.com, abgerufen am 24. Mai 2021